# St. Konrad (Emsdetten)
Die römisch-katholische Filialkirche St. Konrad befindet sich in der Bauerschaft Ahlintel der Stadt Emsdetten im Kreis Steinfurt (Nordrhein-Westfalen). Sie gehört als Teil der Pfarrei St. Pankratius zum Dekanat Steinfurt im Bistum Münster.

## Geschichte
Nach dem Ende des Zweiten Weltkriegs setzten sich die Ahlinteler wiederholt für eine Baugenehmigung zum Bau der Kirche ein. Nachdem diese erteilt worden war, wurde die Kirche durch die Ahlinteler Bevölkerung unter dem Einsatz eigener finanzieller und materieller Mittel erbaut. Am 20. Oktober 1948 wurde sie durch den Weihbischof Heinrich Roleff geweiht und dem Patrozinium des heiligen Konrad unterstellt.

## Orgel
Die Orgel hat 13 Register auf zwei Manualen und Pedal. Gebaut wurde sie 1992 von Orgelbau Breil. Sie hat folgende Disposition:
| I Manual C–g3 |       |
| Prinzipal     | 8′    |
| Rohrflöte     | 8′    |
| Principal     | 4′    |
| Octave        | 2′    |
| Kopftrompete  | 8′    |
| Mixtur III    | 1 ⁄3′ |

| II Manual C–g3 |    |
| Holzgedackt    | 8′ |
| Gambe          | 8′ |
| Blockflöte     | 4′ |
| Sesquialter II |    |
| Tremulant      |    |

| Pedal C–f1  |     |
| Subbass     | 16′ |
| Gedacktbass | 8′  |

Die Spiel- und Registertraktur sind mechanisch.